# Ziyaaraiffushi (Laamu-atol)
Ziyaaraiffushi is een van de onbewoonde eilanden van het Laamu-atol behorende tot de Maldiven.